# Nick Chester
Nick Chester (ur. 22 lutego 1968) – brytyjski inżynier, od 2013 roku dyrektor techniczny zespołu Lotus.

## Kariera
Nick Chester był inżynierem wyścigowym w zespole Arrows Grand Prix, w którym pracował od 1995 roku. W 2000 roku rozpoczął pracę w zespole Benetton (później Renault jako dyrektor wyścigowy, w 2005 roku awansował na stanowisko szefa grupy pracującej nad osiągami pojazdu. W 2010 roku został szefem do spraw osiągów systemów, a w 2012 roku dyrektorem ds. inżynierii. 8 maja 2013 roku awansował na stanowisko dyrektora technicznego.